# Serechowicze
Serechowicze (ukr. Сереховичі) – wieś na Ukrainie w rejonie kowelskim, obwodu wołyńskiego. Liczy 888 mieszkańców.
Do 2020 w rejonie starowyżewskim.